# Will Sanders

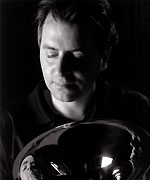
Will Sanders

Will Sanders (Venlo, 1965) is een Nederlands hoornist.

## Biografie
Sanders studeerde aan het Conservatorium Maastricht, waar hij in 1988 cum laude afstudeerde. In 1985, toen hij nog studeerde, werd hij lid van het European Youth Orchestra, gedirigeerd door Claudio Abbado. Een jaar later ging hij bij het Nationale Theater Mannheim als plaatsvervangend solo-hoornist en in 1988 als solo-hoornist bij het SWR Symfonieorkest Baden-Baden en Freiburg. In 1990 stapte hij over naar het Symphonieorchester des Bayerischen Rundfunks in dezelfde hoedanigheid. Van 1992 tot 1997 was hij solo-hoornist bij de Bayreuther Festspiele.
Sanders heeft gewerkt met vele vooraanstaande moderne dirigenten, alsmede met Duitse orkesten van naam. Ook heeft hij als gast opgetreden bij het Wiener Philharmoniker.
Naast zijn optredens heeft hij enkele cd's opgenomen en voor radio en televisie opgetreden. Ook heeft hij opgetreden bij talrijke kamerorkesten, zoals German Brass, Linos Ensemble, Mullova Ensemble en Wind Art Ensemble. Daarnaast heeft hij internationale cursussen en workshops voor hoornblazers gegeven in onder andere Verenigde Staten, Japan, Korea, Australië, Italië, Spanje, Nederland en Zwitserland. Sinds 1995 doceert hij, eerst samen met Erich Penzel, met Willy Bessems, hoornblazen op het Conservatorium van Maastricht. Sinds 2000 is hij tevens tot professor benoemd aan de Hochschule für Musik in Karlsruhe.